# D'Mani Mellor
D'Mani Lucell Bughail-Mellor (Mánchester, Inglaterra, Reino Unido, 20 de septiembre de 2000) es un futbolista británico que juega en la posición de delantero para el Gateshead F. C. de la National League de Inglaterra.

## Biografía
Tras formarse en las categorías inferiores del Manchester United F. C., finalmente en la temporada 2019-20 hizo su debut con el primer equipo el 28 de noviembre en un encuentro de la Liga Europa de la UEFA contra el F. C. Astana tras sustituir a Tahith Chong en el minuto 65 en un encuentro que ganó el Astana por 2-1. Ese fue su único partido con el equipo principal antes de irse cedido a finales de agosto de 2021 al Salford City F. C.
El 4 de julio de 2022, una vez ya había finalizado su contrato con el equipo mancuniano, fue fichado por el Wycombe Wanderers F. C. Este lo cedió en enero de 2023 al Rochdale A. F. C. y en agosto al Sutton United F. C.
El 24 de agosto de 2024 se incorporó al Gateshead F. C. con un contrato de corta duración.

## Estadísticas

### Clubes
| Club                               | Div.          | Temporada     | Liga  | Liga  | Copas nacionales | Copas nacionales | Torneos internacionales | Torneos internacionales | Total | Total |
| Club                               | Div.          | Temporada     | Part. | Goles | Part.            | Goles            | Part.                   | Goles                   | Part. | Goles |
| ---------------------------------- | ------------- | ------------- | ----- | ----- | ---------------- | ---------------- | ----------------------- | ----------------------- | ----- | ----- |
| Manchester United F. C. Inglaterra | 1.ª           | 2019-20       | 0     | 0     | 0                | 0                | 1                       | 0                       | 1     | 0     |
| Manchester United F. C. Inglaterra | Total club    | Total club    | 0     | 0     | 0                | 0                | 1                       | 0                       | 1     | 0     |
| Salford City F. C. Inglaterra      | 4.ª           | 2021-22       | 3     | 0     | 0                | 0                | ―                       | ―                       | 3     | 0     |
| Salford City F. C. Inglaterra      | Total club    | Total club    | 3     | 0     | 0                | 0                | 0                       | 0                       | 3     | 0     |
| Wycombe Wanderers F. C. Inglaterra | 3.ª           | 2022-23       | 9     | 0     | 3                | 1                | ―                       | ―                       | 12    | 1     |
| Wycombe Wanderers F. C. Inglaterra | Total club    | Total club    | 9     | 0     | 3                | 1                | 0                       | 0                       | 12    | 1     |
| Rochdale A. F. C. Inglaterra       | 4.ª           | 2022-23       | 19    | 0     | ―                | ―                | ―                       | ―                       | 19    | 0     |
| Sutton United F. C. Inglaterra     | 4.ª           | 2023-24       | 5     | 0     | 3                | 0                | ―                       | ―                       | 8     | 0     |
| Sutton United F. C. Inglaterra     | Total club    | Total club    | 5     | 0     | 3                | 0                | 0                       | 0                       | 8     | 0     |
| Rochdale A. F. C. Inglaterra       | 5.ª           | 2023-24       | 9     | 1     | ―                | ―                | ―                       | ―                       | 9     | 1     |
| Rochdale A. F. C. Inglaterra       | Total club    | Total club    | 28    | 1     | 0                | 0                | 0                       | 0                       | 28    | 1     |
| Total carrera                      | Total carrera | Total carrera | 45    | 1     | 6                | 1                | 1                       | 0                       | 52    | 2     |